# Perkele (mitologia)
Perkele – w mitologii fińskiej władca błyskawic i piorunów.
Słowo perkele zostało zaczerpnięte z kultur indoeuropejskich i jest obce dla języków ugrofińskich, brzmieniowo przypomina imię czczonego przez ludy bałtyckie boga Perkuna. Przez rodzimowierczych Finów bóg ten był czczony często jako Ukko i zajmował najwyższe miejsce w panteonie fińskich bogów. Jego imię wiązało się też z czcią, jaką obdarzano w dawnym społeczeństwie osoby starsze. 